# Juxtephria
Juxtephria là một chi bướm đêm thuộc họ Geometridae.